# Ballarò (Palermo)
Ballarò è un noto mercato storico di Palermo, insieme ad altri denominati Vucciria, Il Capo, Lattarini e il Mercato delle Pulci.

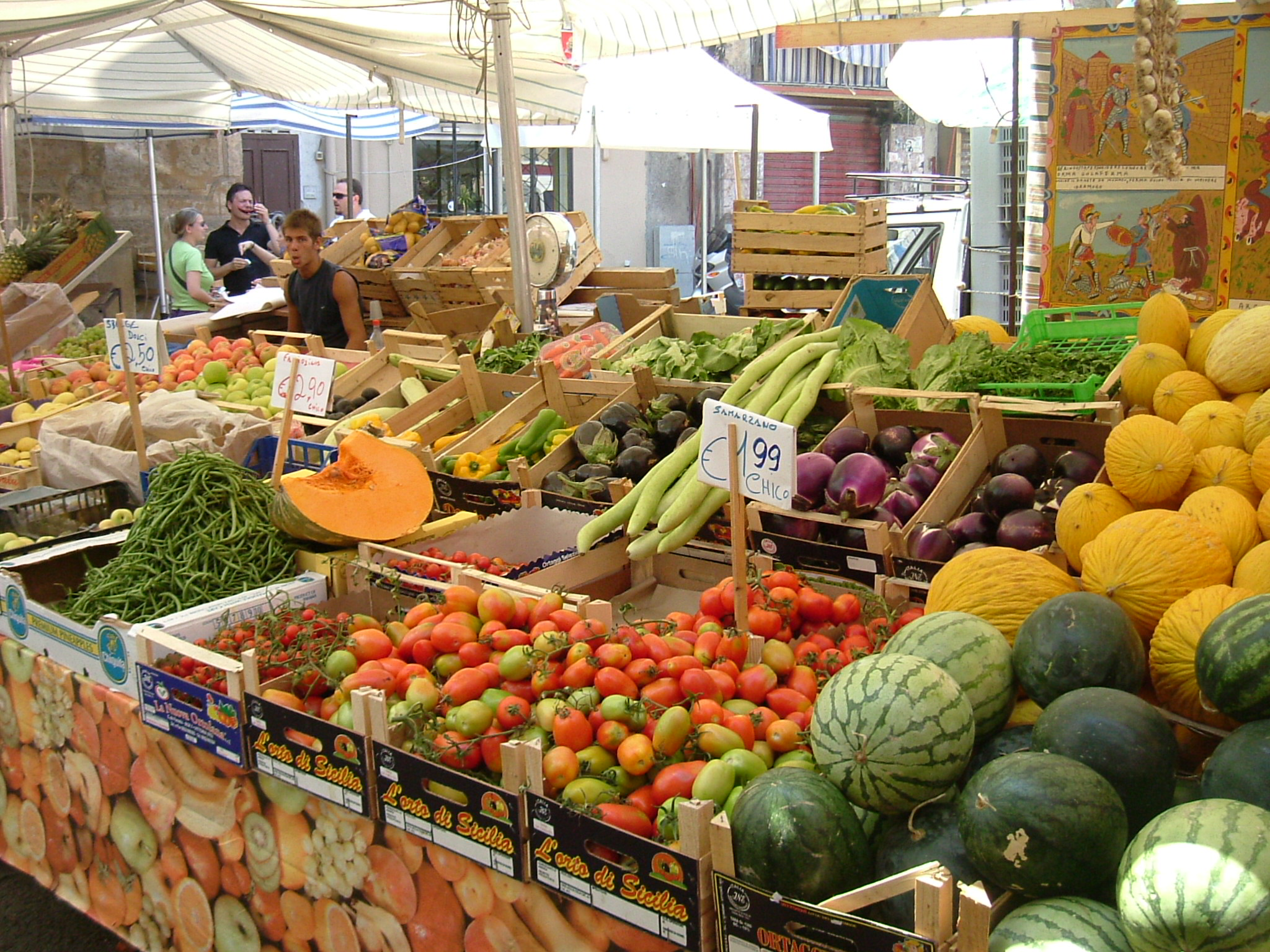
Banchi di frutta a Ballarò

## Il mercato

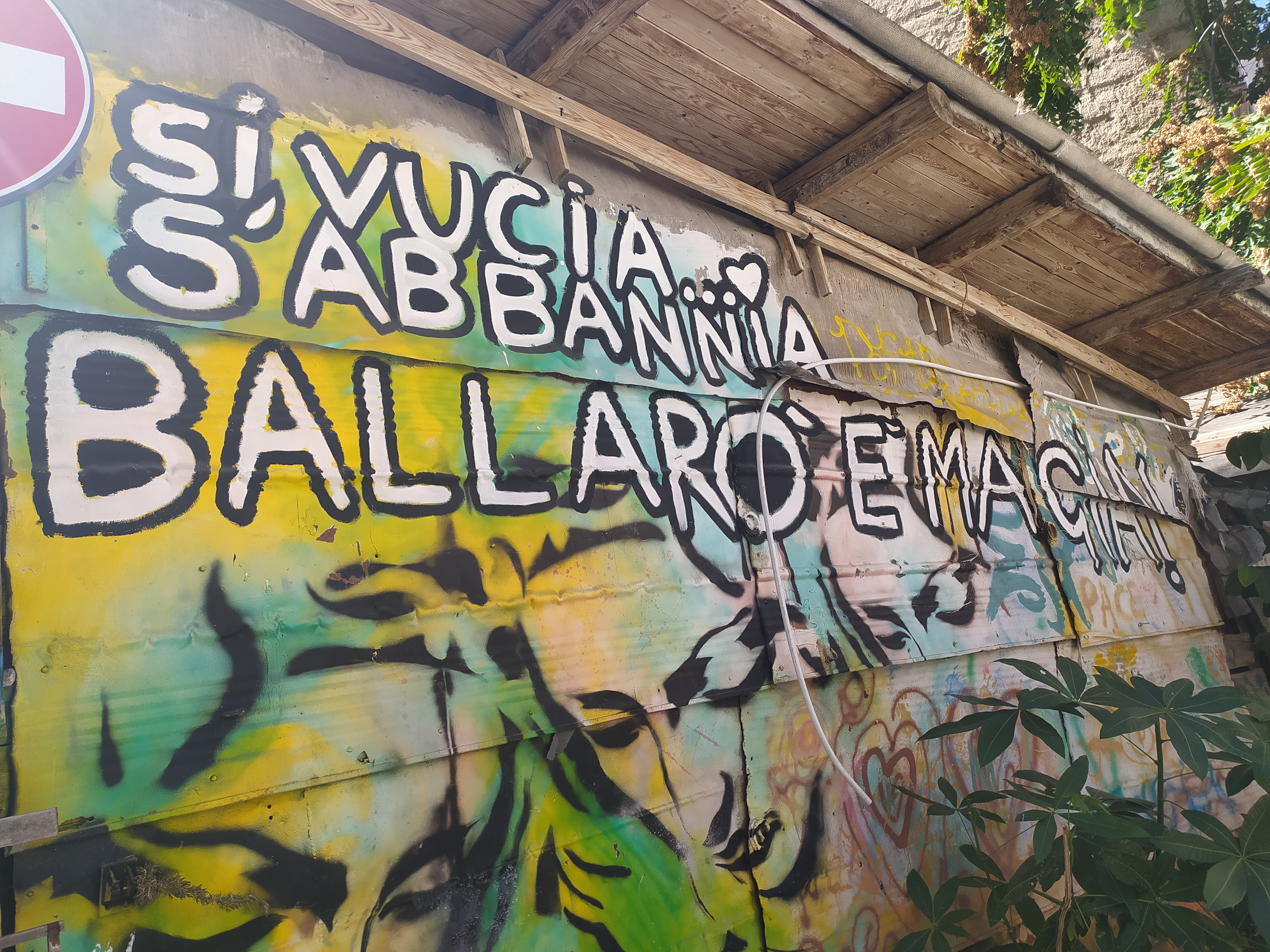
Murales all'ingresso del mercato

Il mercato, permanente, si estende da Piazza Casa Professa ai bastioni di corso Tukory verso Porta Sant'Agata. Il mercato è famoso per la vendita delle primizie che provengono dalle campagne del palermitano. 
Ballarò è il più antico tra i mercati della città, frequentato giornalmente da centinaia di persone, animato dalle cosiddette abbanniate, cioè dai chiassosi richiami dei venditori che, con il loro caratteristico e colorito accento locale, cercano di attirare l'interesse dei passanti. Si presenta come un ammasso di bancarelle assiepate e con la strada invasa dalle cassette di legno che contengono la merce che viene continuamente urlata, abbanniata, cantilenata per reclamizzare la buona qualità e il buon prezzo dei prodotti.
 Ballarò è un mercato principalmente alimentare, adibito soprattutto alla vendita di frutta, ortaggi, verdure, spezie, carne e pesce, ma si trovano anche articoli di uso domestico per la cucina e pulizia della casa, come nei mercati del Capo e della Vucciria.

## Cibi cotti
All'interno del mercato i fruttivendoli vendono cibi cotti e cibi da strada, tipici della cucina palermitana, come cipolle bollite o al forno, panelle (frittelle di farina di ceci), crocchè o cazzilli (crocchette di patate), verdure lesse, polpo, quarume (interiora di vitello), panino con la meusa (milza).

## Etimologia
Cuore del quartiere dell'Albergheria, il mercato di Ballarò viene così chiamato da Bahlara, villaggio presso Monreale da dove provenivano i mercanti arabi, o dal nome di Vallaraya, re indiano della regione del Deccan. Altre ipotesi di una etimologia derivante dall'arabo unificano che il nome deriverebbe dai corrispettivi in lingua araba per "mercato degli specchi" e "sede di fiera", ovvero Souk el Ballarak e Segel-ballareth.
Secondo altri il nome Ballarò è legato alla figura di Ferdinand Ballarò, capitano del Re di Sicilia Ferdinando II d'Aragona a Palermo nel XV secolo, o alla famiglia Ballarò che riscuoteva per conto del Re di Spagna una percentuale sulle vendite dei prodotti alimentari in vendita all'omonimo mercato.

## Il mercato Ballarò nei media
- Il mercato di Ballarò è stato il protagonista di una puntata nella terza serie di documentari "Food Markets: Profumi e Sapori a Km 0" trasmessa su Rai1